# Híjar
Híjar è un comune spagnolo di 1 900 abitanti situato nella comunità autonoma dell'Aragona; è il capoluogo della comarca del Bajo Martín.